# Werner August Örn
Werner August Örn, född 26 november 1853 i Viborg, död 4 september 1913 i Salmis, var en finländsk jurist och författare. Han son till Robert Isidor Örn. 
Örn var justitieborgmästare i Viborg och häradshövding i Salmis domsaga. Han gav under pseudonymen Harald Selmer-Geeth ut romanen Inspektorn på Siltala (1903), som utgjorde stommen till Hjalmar Procopés lustspel med samma namn, och detektivromanen Min första bragd (1904). Den sistnämnda, betraktad som det första finlandssvenska alstret i genren, utkom 2003 på Vitterhetskommissionens försorg som faksimil, med efterord av filosofie magister Urban Fellman (född 1944).